# Pedro Henrique (calciatore 2001)
Pedro Henrique Alves Santana, noto semplicemente come Pedro Henrique (Maceió, 31 gennaio 2001), è un calciatore brasiliano, difensore del Ludogorec.

## Caratteristiche tecniche
È un difensore centrale.

## Carriera
Cresciuto nel settore giovanile dell'Internacional, debutta in prima squadra il 24 gennaio 2020 in occasione dell'incontro del Campionato Gaúcho vinto 1-0 contro la Juventude; il 13 settembre seguente esordisce anche nel Brasileirão giocando dal primo minuto il match perso 1-0 contro il Goiás.

## Statistiche
Statistiche aggiornate all'8 luglio 2021.

### Presenze e reti nei club
| Stagione        | Squadra         | Campionato      | Campionato | Campionato | Coppe nazionali | Coppe nazionali | Coppe nazionali | Coppe continentali | Coppe continentali | Coppe continentali | Altre coppe | Altre coppe | Altre coppe | Totale | Totale | Totale |
| Stagione        | Squadra         | Comp            | Pres       | Reti       | Comp            | Pres            | Reti            | Comp               | Pres               | Reti               | Comp        | Pres        | Reti        | Pres   | Reti   |        |
| --------------- | --------------- | --------------- | ---------- | ---------- | --------------- | --------------- | --------------- | ------------------ | ------------------ | ------------------ | ----------- | ----------- | ----------- | ------ | ------ | ------ |
| 2020            | Internacional   | PD/RS+A         | 4+1        | 0          | CB              | 1               | 0               | CL                 | 0                  | 0                  |             | -           | -           | 6      | 0      |        |
| 2021            | Internacional   | PD/RS+A         | 4+5        | 0          | CB              | 1               | 0               | CL                 | 1                  | 0                  |             | -           | -           | 11     | 0      |        |
| Totale carriera | Totale carriera | Totale carriera | 14         | 0          |                 | 2               | 0               |                    | 1                  | 0                  |             | -           | -           | 17     | 0      |        |

## Palmarès

### Club

#### Competizioni nazionali
- Supercoppa di Bulgaria: 2

Ludogorec: 2022, 2023
- Campionato bulgaro: 1

Ludogorec: 2024-2025